# Pseudoerinna jonesi
Pseudoerinna jonesi är en tvåvingeart som först beskrevs av Cresson 1919.  Pseudoerinna jonesi ingår i släktet Pseudoerinna och familjen snäppflugor. Inga underarter finns listade i Catalogue of Life.